# Mary F. Wheeler
Mary Fanett Wheeler (* 28. Dezember 1938 in Cuero, Texas) ist eine US-amerikanische Mathematikerin.

## Leben
Wheeler studierte zunächst Pharmazie und wollte dann Juristin werden, wechselte aber an der University of Texas zur Mathematik und machte 1960 ihren Bachelor-Abschluss in Sozialwissenschaften und Mathematik. 1963 machte sie ihren Master-Abschluss und 1971 wurde sie an der Rice University bei Henry Rachford promoviert (A priori {\displaystyle L_{2}} error estimates for Galerkin approximations to parabolic partial differential equations), wobei sie inzwischen eine Familie gegründet hatte und Mutter einer Tochter war. Nach der Promotion lehrte sie an der Rice University, wo sie 1988 Noah Harding Professor for Computational and applied Mathematics wurde. Sie war auch Gastprofessorin an der University of Houston.
Seit 1995 ist sie Professorin an der University of Texas at Austin.

## Werk
Wheeler befasst sich mit numerischen Algorithmen für partielle Differentialgleichungen, die sie auch zum Beispiel in Fragen der Geo- und Umwelttechnik und Ölindustrie anwendet. Sie forscht an der Modellierung von Flüssen in porösen Medien um als Anwendung Methoden zur Ölgewinnung zu verbessern oder die Ausbreitung von Schadstoffen im Grundwasser zu simulieren. Ihr Ehemann war Ingenieur bei Exxon und mit diesem war sie an Projekten der Renaturierung in der Chesapeake Bay, der Delaware Bay und in Florida beteiligt. Sie veröffentlichte über 200 Arbeiten und ist Mitherausgeberin von sieben Büchern. Sie war Mitherausgeberin von mehreren SIAM-Zeitschriften und ist in SIAM-Ausschüssen aktiv gewesen.
1989 war sie Noether Lecturer. 2010 war sie Invited Speaker auf dem Internationalen Mathematikerkongress in Hyderabad (Role of computational science in protecting the environment: Geological storage of CO2). 2009 erhielt sie den Theodore von Kármán Prize. 2010 wurde sie in die American Academy of Arts and Sciences gewählt.